# Carl Oesterley
Carl Wilhelm Friedrich Oesterley (Gottinga, 22 giugno 1805 – Hannover, 29 marzo 1891) è stato un pittore e storico dell'arte tedesco. Le sue opere portano il marchio della Scuola di pittura di Düsseldorf. Ha principalmente creato dipinti ad olio di soggetto biblico.

## Vita
Figlio dell'ispettore universitario Georg Heinrich Oesterley, Carl Oesterley ha studiato archeologia, storia e filosofia all'Università di Gottinga dove il 29 marzo 1824 ricevette il dottorato in storia dell'arte. Si recò quindi a Dresda, a studiare dove fu allievo di Johann Gottlob Matthäi (1753-1832). Quindi si recò a Roma dal 1824 al 1829. Dopo il suo ritorno in Germania ricevette, nel 1831, la cattedra di storia dell'arte a Gottinga dove ha collaborato con  Karl Otfried Müller (1797-1840) e ha curato i monumenti di arte antica. Nel 1842 divenne professore ordinario di arte. Nel 1844, dopo aver terminato il dipinto Christus e Ahasuerus, è stato nominato pittore di corte del Regno di Hannover. A partire dal 1852 produsse numerose pale d'altare e altre opere d'arte per la chiesa di Rosdorf, a Molzen, vicino alla città di Uelzen, e anche a Bad Iburg.
Fu padre del pittore paesaggistico Carl August Heinrich Ferdinand Oesterley.